# Onze-Lieve-Vrouw-van-Bijstandkapel (Oostmalle)

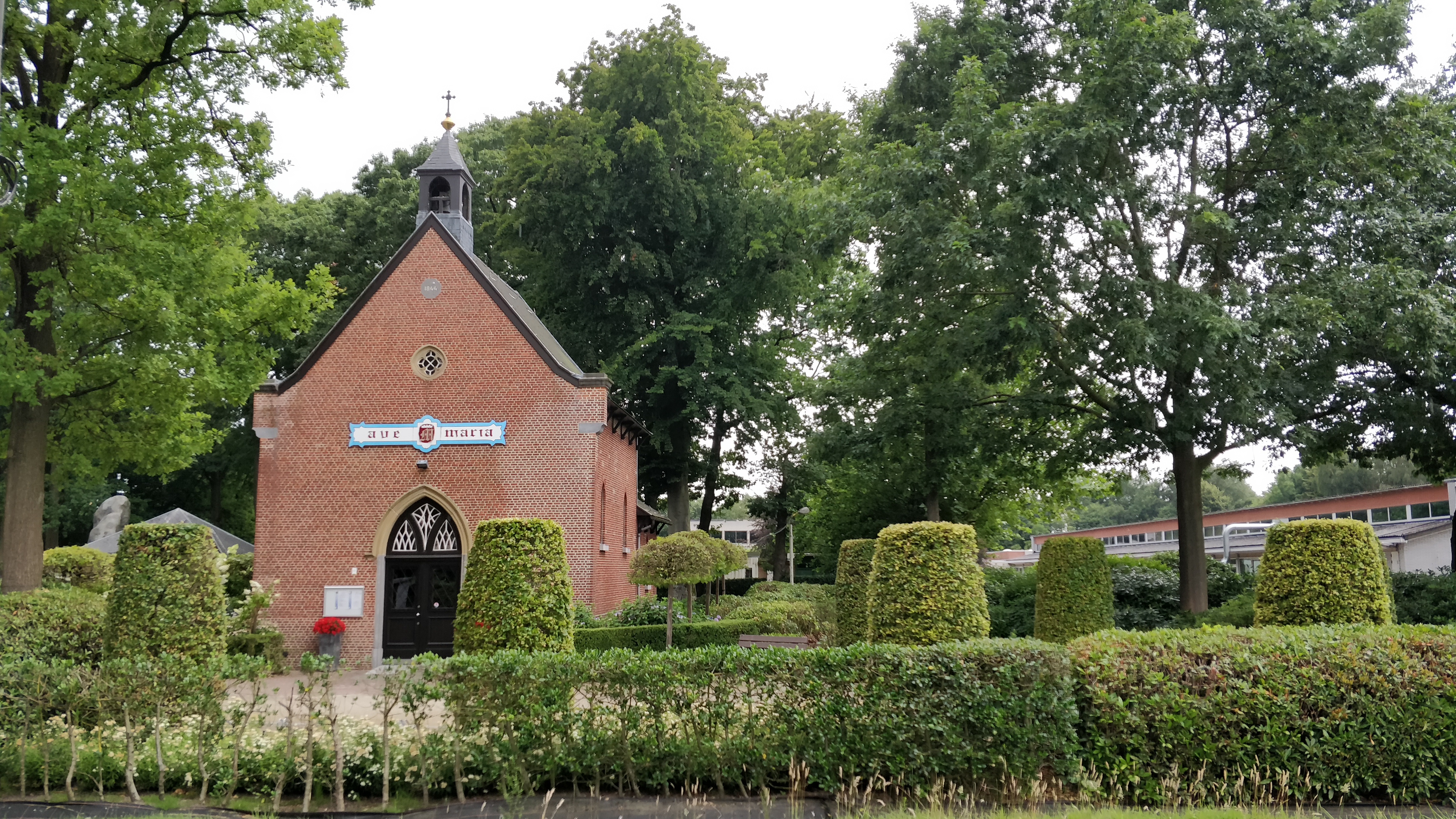
Onze-Lieve-Vrouw-van-Bijstandkapel

De Onze-Lieve-Vrouw-van-Bijstandkapel is een kapel in de tot de Antwerpse gemeente Malle behorende plaats Oostmalle, gelegen aan de Herentalsebaan.

## Geschiedenis
De kapel werd in 1837 opgericht in opdracht van baron Leonard du Bus de Gisignies en in 1844 nog vergroot. De kapel zou zijn gebouwd als dank omdat de baron behouden thuis zou zijn gekomen van een reis vanuit het toenmalige Nederlands-Indië. Toen in 1896 Isabelle du Bus de Gisignies trouwde met Maximiliaan de Renesse kwam het bezit van domein en kapel weer in handen van de familie de Renesse.
In 1930 werd rondom de kapel een Mariapark aangelegd, dat in 1933 werd ingewijd. Er kwam een Lourdesgrot en in 1934 ook een Calvarieberg die overeenkomst vertoont met die te Marche-les-Dames, de plaats waar koning Albert I van België in hetzelfde jaar omkwam. Er werden dan ook stenen gebruikt die van nabij de plaats van het ongeval afkomstig waren. Beeldhouwer was Simon Goossens.
Het Mariapark raakte in de jaren '60 en '70 van de 20e eeuw in verval, maar in 1984 werd een gerestaureerde kruisweg aangelegd. In 1990 werd het park nog uitgebreid.
De kapel werd in 1994 gerestaureerd.

## Complex
De bakstenen kapel bestaat uit een schip (1844) en een lager koor (1837). Op het zadeldak bevindt zich, boven de ingang, een dakruiter. In het koor hangen acht gedenkborden van telgen van de familie Du Bus de Gissignies.
Het Mariapark omvat een Lourdesgrot, een calvarieberg en een kruisweg. Daarnaast zijn er enkele beelden (Pater Damiaan, Pater Pio, Onze-Lieve-Vrouw van Fatima, een piëta).